# Dire Straits bandmedlemmar
Medlemmar av Dire Straits mellan 1977 och 1995.

## Originalmedlemmar
| År   | Bandmedlemmar                                                                                                   |
| ---- | --- |
| 1977 | - Mark Knopfler - sologitarr, sång - David Knopfler - kompgitarr - John Illsley - bas, - Pick Withers - trummor |

## Medlemmar under studioinspelningarna
| Album                   | Bandmedlemmar | Ackompanjatörer |
| ----------------------- | --- | --- |
| Dire Straits - 1978     | - Mark Knopfler - sologitarr, sång - David Knopfler - kompgitarr, keyboard, (sång) - John Illsley - bas, (sång) - Pick Withers - trummor, slagverk                                         | |
| Communiqué - 1979       | - Mark Knopfler - sologitarr, sång - David Knopfler - kompgitarr, (sång) - John Illsley - bas, (sång) - Pick Withers - trummor, (sång)                                                     | - B Bear (Barry Beckett) - keyboard |
| Making Movies - 1980    | - Mark Knopfler - sologitarr, sång - John Illsley - bas, (sång) - Pick Withers - trummor - Hal Lindes - kompgitarr, (sång) - Alan Clark - keyboard                                         | - Roy Bittan - keyboard, piano - Sid McGinnis - kompgitarr |
| Love Over Gold - 1982   | - Mark Knopfler - sologitarr, sång - John Illsley - bas, (sång) - Hal Lindes - kompgitarr, (sång) - Pick Withers - trummor - Alan Clark - synthesizer, orgel, piano                        | - Mike Mainieri - (sång) - Ed Walsh - synthesizer |
| ExtendedancEPlay - 1983 | - Mark Knopfler - sologitarr, sång - John Illsley - bas, (sång) - Hal Lindes - kompgitarr, (sång) - Alan Clark - keyboards, piano - Terry Williams - trummor                               | - Pick Withers - trummor på "Badgers, Posters, Stickers & T-shirts" - Mel Collins - saxofon på "Two Young Lovers" |
| Brothers in Arms - 1985 | - Mark Knopfler - sologitarr, sång - John Illsley - bas, (sång) - Alan Clark - keyboards - Terry Williams - trummor - Jack Sonni - kompgitarr, (sång) - Guy Fletcher - synthesizer, (sång) | - Omar Hakim - trummor på de flesta låtar - Michael Brecker - saxofon - Randy Brecker - horn - Dave Plews - horn - Malcolm Duncan - tenor saxofon - Neil Jason - bas - Tony Levin - bas - Jimmy Maelen - slagverk - Michael Mainieri - (sång) - Sting - sång på "Money for Nothing" |
| On Every Street - 1991  | - Mark Knopfler - sologitarr, sång - John Illsley - bas, (sång) - Alan Clark - keyboards - Guy Fletcher - keyboards, synthesizer, (sång)                                                   | - Phil Palmer - kompgitarr, (sång) - Danny Cummings - slagverk - Paul Franklin - pedal steel guitar - Chris White - saxofon, flöjt - Jeff Porcaro - trummor, slagverk - Manu Katché - trummor, slagverk - Vince Gill - kompgitarr, sång på "The Bug" - George Martin - dirigent     |

## Band under turnéerna
| Turné                          | Bandmedlemmar |
| ------------------------------ | --- |
| First Dire Straits Tour - 1978 | - Mark Knopfler - sologitarr, sång - David Knopfler - kompgitarr, (sång) - John Illsley - bas, (sång) - Pick Withers -trummor |
| Communiqué Tour - 1979         | - Mark Knopfler - sologitarr, sång - David Knopfler - kompgitarr, (sång) - John Illsley - bas, (sång) - Pick Withers - trummor, (sång) |
| On Location Tour - 1980/81     | - Mark Knopfler - sologitarr, sång - John Illsley - bas, (sång) - Hal Lindes - kompgitarr, (sång) - Alan Clark - keyboard, piano - Pick Withers - trummor |
| Love Over Gold Tour - 1982/83  | - Mark Knopfler - sologitarr, sång - Hal Lindes - kompgitarr, (sång) - John Illsley - bas, (sång) - Alan Clark - keyboards, piano - Terry Williams - trummor - Mel Collins - saxofon - Tommy Mandel - keyboards - Joop de Korte - slagverk                                                                               |
| Live in 85/86 - 1985/86        | - Mark Knopfler - sologitarr, sång - John Illsley - bas, (sång) - Alan Clark - keyboards, piano - Guy Fletcher - keyboards, (sång) - Jack Sonni - kompgitarr, (sång) - Terry Williams - trummor - Chris White - saxofon, flöjt, (sång)                                                                                   |
| On Every Street Tour - 1991/92 | - Mark Knopfler - sologitarr, sång - John Illsley - bas, (sång) - Phil Palmer - kompgitarr, (sologitarr), (sång) - Alan Clark - keyboards - Guy Fletcher - synthesizer, (sång) - Chris Whitten - trummor - Danny Cummings - slagverk, (sång) - Paul Franklin - pedal steel guitar - Chris White - saxofon, flöjt, (sång) |

## Medlemmar vid upplösningen
| År   | Bandmedlemmar                                                                                               |
| ---- | --- |
| 1995 | - Mark Knopfler - sologitarr, sång - John Illsley - bas - Alan Clark - keyboards - Guy Fletcher - keyboards |